# Waka Waka (This Time for Africa)
"Waka Waka (This Time for Africa)" (hay "Waka Waka (Esto es África)" trong tiếng Tây Ban Nha) là một bài hát của nghệ sĩ thu âm người Colombia Shakira hợp tác với ban nhạc Nam Phi Freshlyground. Nó được phát hành vào ngày 7 tháng 5 năm 2010 bởi Epic Records như là bài hát chính thức của giải vô địch bóng đá thế giới năm 2010 được tổ chức tại Nam Phi, cũng như xuất hiện trong album cổ động Listen Up! The Official 2010 FIFA World Cup Album (2010). Bài hát được đồng viết lời và sản xuất bởi Shakira và John Hill, trong đó sử dụng đoạn nhạc mẫu từ bài hát năm 1986 của ban nhạc Cameroon Golden Sounds "Zangaléwa." Đây là một bản latin pop với nội dung liên quan đến việc khuyến khích mỗi người hãy luôn cố gắng thực hiện mục tiêu của bản thân một cách mạnh mẽ như những người lính trên chiến trường. Ban đầu, "Waka Waka (This Time for Africa)" gây nên nhiều tranh cãi sau khi nhiều người dân Nam Phi bày tỏ sự thất vọng trước quyết định của FIFA về việc chọn Shakira để thể hiện bài hát chủ đề, và cho rằng một nghệ sĩ bản địa nên được giao trọng trách trên.
Sau khi phát hành, "Waka Waka (This Time for Africa)" nhận được những phản ứng tích cực từ các nhà phê bình âm nhạc, trong đó họ đánh giá cao giai điệu sôi động cũng như quá trình sản xuất của nó. Bài hát còn gặt hái nhiều giải thưởng và đề cử tại những lễ trao giải lớn, bao gồm chiến thắng một hạng mục tại Giải thưởng âm nhạc Billboard năm 2011 cho Top Bài hát Latin. "Waka Waka (This Time for Africa)" cũng tiếp nhận những thành công vượt trội về mặt thương mại, đứng đầu các bảng xếp hạng ở Áo, Bỉ, Đan Mạch, Phần Lan, Pháp, Đức, Ý, Tây Ban Nha, Thụy Điển và Thụy Sĩ, và lọt vào top 10 ở hầu hết những quốc gia nó xuất hiện. Tại Hoa Kỳ, bài hát đạt vị trí thứ 38 trên bảng xếp hạng Billboard Hot 100, và được chứng nhận đĩa Bạch kim từ Hiệp hội Công nghiệp ghi âm Mỹ (RIAA), đồng thời bán được hơn 1.9 triệu bản tại đây. Tính đến nay, nó đã bán được hơn 10 triệu bản trên toàn cầu, trở thành một trong những đĩa đơn bán chạy nhất mọi thời đại.
Video ca nhạc cho "Waka Waka (This Time for Africa)" được đạo diễn bởi Marcus Raboy, trong đó bao gồm những cảnh Shakira và một nhóm các vũ công và trẻ em nhảy múa cùng nhau, bên cạnh một số hình ảnh liên quan đến bóng đá cũng như sự xuất hiện của nhiều cầu thủ nổi tiếng như Cristiano Ronaldo và Lionel Messi. Nó đã lọt vào Sách Kỷ lục Thế giới Guinness như là video đầu tiên được phát hành bởi Sony Music dưới định dạng 3D, và đạt được hơn ba tỉ lượt người xem trên YouTube kể từ khi đăng tải, trở thành một trong những video được xem nhiều nhất mọi thời đại trên trang mạng. Để quảng bá bài hát, Shakira đã trình diễn "Waka Waka (This Time for Africa)" trên nhiều chương trình truyền hình và lễ trao giải lớn, bao gồm lễ khai mạc lẫn bế mạc của giải vô địch bóng đá thế giới năm 2010 và giải Âm nhạc châu Âu của MTV năm 2010, cũng như trong nhiều chuyến lưu diễn của cô. Kể từ khi phát hành, nó đã được ghi nhận là một trong những bài hát cổ động cho FIFA World Cup xuất sắc nhất trong lịch sử bởi nhiều tổ chức và ấn phẩm âm nhạc, như Billboard, BuzzFeed, Dallas Observer và The Sydney Morning Herald.

## Danh sách bài hát
- Đĩa CD[6]

1. "Waka Waka (This Time for Africa)" - 3:24
2. "Waka Waka (This Time for Africa)" (Club phối) - 3:12

- Tải kĩ thuật số[7]

1. "Waka Waka (This Time for Africa)" - 3:22

## Xếp hạng
| Bảng xếp hạng (2010)                | Vị trí cao nhất |
| ----------------------------------- | --------------- |
| Úc (ARIA)                           | 32              |
| Áo (Ö3 Austria Top 40)              | 1               |
| Bỉ (Ultratop 50 Flanders)           | 1               |
| Bỉ (Ultratop 50 Wallonia)           | 1               |
| Canada (Canadian Hot 100)           | 11              |
| Cộng hòa Séc (Rádio Top 100)        | 1               |
| Đan Mạch (Tracklisten)              | 1               |
| Châu Âu (European Hot 100 Singles)  | 1               |
| Phần Lan (Suomen virallinen lista)  | 1               |
| Pháp (SNEP)                         | 1               |
| Đức (Official German Charts)        | 1               |
| Hungary (Rádiós Top 40)             | 1               |
| Hungary (Dance Top 40)              | 4               |
| Ireland (IRMA)                      | 10              |
| Ý (FIMI)                            | 1               |
| Nhật Bản (Japan Hot 100)            | 12              |
| Hà Lan (Dutch Top 40)               | 6               |
| Hà Lan (Single Top 100)             | 2               |
| New Zealand (Recorded Music NZ)     | 34              |
| Na Uy (VG-lista)                    | 2               |
| Ba Lan (ZPAV)                       | 1               |
| Scotland (OCC)                      | 17              |
| Slovakia (Rádio Top 100)            | 2               |
| Tây Ban Nha (PROMUSICAE)            | 1               |
| Thụy Điển (Sverigetopplistan)       | 1               |
| Thụy Sĩ (Schweizer Hitparade)       | 1               |
| Anh Quốc (OCC)                      | 21              |
| Hoa Kỳ Billboard Hot 100            | 38              |
| Hoa Kỳ Hot Latin Songs (Billboard)  | 2               |
| Hoa Kỳ Tropical Airplay (Billboard) | 4               |

| Bảng xếp hạng (2010)                 | Vị trí |
| ------------------------------------ | ------ |
| Austria (Ö3 Austria Top 75)          | 2      |
| Belgium (Ultratop 50 Flanders)       | 2      |
| Belgium (Ultratop 40 Wallonia)       | 1      |
| Canada (Canadian Hot 100)            | 59     |
| Denmark (Tracklisten)                | 1      |
| Europe (European Hot 100 Singles)    | 4      |
| Finland (Suomen virallinen lista)    | 1      |
| France (SNEP)                        | 2      |
| Germany (Official German Charts)     | 2      |
| Hungary (Rádiós Top 40)              | 4      |
| Hungary (Dance Top 40)               | 18     |
| Italy (FIMI)                         | 1      |
| Netherlands (Dutch Top 40)           | 37     |
| Netherlands (Single Top 100)         | 4      |
| Spain (PROMUSICAE)                   | 1      |
| Sweden (Sverigetopplistan)           | 3      |
| Switzerland (Schweizer Hitparade)    | 1      |
| UK Singles (Official Charts Company) | 141    |
| US Hot Latin Songs (Billboard)       | 29     |
| Bảng xếp hạng (2011)                 | Vị trí |
| Belgium (Ultratop 50 Flanders)       | 69     |
| Belgium (Ultratop 40 Wallonia)       | 41     |
| Hungary (Rádiós Top 40)              | 58     |
| Spain (PROMUSICAE)                   | 30     |
| Sweden (Sverigetopplistan)           | 48     |
| Switzerland (Schweizer Hitparade)    | 33     |

## Chứng nhận
| Quốc gia | Chứng nhận  | Số đơn vị/doanh số chứng nhận |
| --- | ----------- | ----------------------------- |
| Úc (ARIA) | Vàng        | 35.000^                       |
| Áo (IFPI Áo) | 2× Bạch kim | 60.000*                       |
| Bỉ (BEA) | 2× Bạch kim | 60.000*                       |
| Đan Mạch (IFPI Đan Mạch) Nhạc số | 2× Bạch kim | 60,000^                       |
| Đan Mạch (IFPI Đan Mạch) Streaming | Vàng        | 50,000^                       |
| Phần Lan (Musiikkituottajat) | Bạch kim    | 13,248                        |
| Pháp (SNEP) | Kim cương   | 400.000*                      |
| Đức (BVMI) | 5× Vàng     | 1.250.000^                    |
| Ý (FIMI) | 6× Bạch kim | 180.000‡                      |
| México (AMPROFON) | 2× Bạch kim | 120.000*                      |
| Tây Ban Nha (PROMUSICAE) | 6× Bạch kim | 240.000*                      |
| Thụy Điển (GLF) | 9× Bạch kim | 90.000‡                       |
| Thụy Sĩ (IFPI) | 3× Bạch kim | 90.000^                       |
| Anh Quốc (BPI) | Bạch kim    | 600.000‡                      |
| Hoa Kỳ (RIAA) | Bạch kim    | 1,950,000                     |
| * Chứng nhận dựa theo doanh số tiêu thụ. ^ Chứng nhận dựa theo doanh số nhập hàng. ‡ Chứng nhận dựa theo doanh số tiêu thụ và phát trực tuyến. |             |                               |